# ナイル殺人事件 (2022年の映画)
『ナイル殺人事件』（ナイルさつじんじけん、原題：Death on the Nile）は、2022年に公開されたアメリカ合衆国とイギリスの合作によるミステリ・スリラー映画。原作はアガサ・クリスティの1937年の小説『ナイルに死す』で、1978年の映画と2004年のテレビシリーズ『名探偵ポワロ』のエピソードに続く3度目の映像化である。監督はケネス・ブラナー、脚本はマイケル・グリーン。ブラナーが主演も務め、そのほかにガル・ガドット、アーミー・ハマー、エマ・マッキー、トム・ベイトマン、レティーシャ・ライト、アネット・ベニングらが出演する。ナイルの川下りツアー中に、新婚旅行中の夫妻の妻が何者かに殺害され、ポワロがその謎を解く。
本作は2017年公開の『オリエント急行殺人事件』の続編にあたり、さらに本作の続編も製作が決定している。

## ストーリー
1914年、第一次世界大戦下のベルギー。後にイギリスで名探偵と評される若き日のエルキュール・ポアロは一兵卒として従軍していた。彼が所属する部隊は無謀とも言える橋の奪還命令を受けるが、ポアロが隊長の大尉に助言したことで犠牲少なく、成功裏に終わる。大尉はポアロを讃えるが、直後に橋が爆発して大尉は死亡、重傷を負ったポアロは病院に収容される。以降、恋人でもある看護婦の助言に従い、傷を隠すために口髭を生やすようになった。
1937年、エジプトで休暇中のポアロは友人のブークと再会する。彼は今無職で、資産家の母親ユーフェミアとツアー旅行に来ていた。ツアーにはロンドンで有名なブルース歌手のサロメ・オッターボーンがおり、ブークはその姪でマネージャーのロザリーに恋慕している。このツアーは莫大な遺産を相続した令嬢リネット・ドイル（旧姓リッジウェイ）が企画したもので、先頃、結婚した美男子サイモンとの新婚旅行も兼ねていた。他の参加者もリネットの友人である富豪や上流階級の人たちや、その使用人らであった。そんなリネットの結婚は友人ジャクリーン・ド・ベルフォール（通称ジャッキー）からの略奪婚であり、これを激しく恨む彼女に付き纏われている。このため、ポアロはリネットからジャッキーの件の解決の依頼を受ける。
リネットとサイモンはジャッキーから逃れるためにナイル川を運行するクルーズ船カルナック号を貸し切り、ポアロやツアー客らと乗り込む。ブークはポアロに既にロザリーと付き合っていることを明かす。母親に反対されているとも話すが、ポアロは恋に出会うのは一度きりだから諦めたら後悔すると後押しする。また、ここでポアロも同様にサロメに恋慕しているが、彼女に打ち明けられないことが明かされる。途中の寄港地アブ・シンベルでリネットとサイモン目掛けて大岩が落ちてくる事故が起こる。誰かの仕業だと疑われる中、客たちが船に戻るとどこで知ったのかジャッキーがいた。
その晩、リネットの就寝後にサイモンは決着をつけるべくラウンジでジャッキーと対峙する。激昂した彼女はピストルでサイモンの足を撃ち、そのまま自殺しようとする。ロザリーとブークが彼女を押し留め、スカイラー夫人付きの看護師バワーズの元に連れて行く。負傷したサイモンは医師のウィンドルシャムの部屋に運ばれた。その翌朝、リネットが自室で射殺体で発見される。彼女が大事にしていたネックレスも見つからない。最も動機があるジャッキーは当夜は見張られておりアリバイが成立していた。ポアロはブークを助手にして事件の捜査を開始し、関係者たちから事情聴取する。
捜査の中でポアロは、ジャッキー以外にも同行者にリネットを殺す動機がある者がいることを知る。ウィンドルシャムは彼女の以前の婚約者であった。また彼女の従兄弟で、その管財人でもあるカチャドリアンは多額の使い込みがあった（後にアブ・シンベルの事件はカチャドリアンの仕業だと判明する）。バワーズはかつて父親の会社がリネットの父親によって倒産に追い込まれていた。一方でロザリーへの事情聴取では、ポワロは実はユーフェミアに依頼されて彼女が息子にふさわしい人柄かを調査していたこと明かす。ポアロは申し分ないと評するが、ロザリーは怒り、立ち去る。その先で彼女は喉を切られたリネットのメイドであるルイーズの死体を発見する。凶器はウィンドルシャムのメスである。ポアロはルイーズは犯人を見ており、それを脅迫しようとして殺されたと推理する。
最後に、ポアロとサイモンは、ブークを尋問し、彼の罪を指摘する。ラウンジで騒動があった夜、ブークはリネットを呼びに行き、そこで既に射殺されていた彼女を発見した。しかし、無職で結婚資金に乏しいブークは思わずネックレスを盗んでしまっていた。ブークはこれを認めると共に、観念してネックレスを返そうとしていたとし、その際に偶然にルイーズ殺しの犯人を見たと明かす。ところが、その名前を告げる前に、部屋の外から何者かに銃撃され、殺されてしまう。ポアロは犯人を追うが捨てられた銃しか発見できなかった。
ポアロは乗客たちをラウンジに集め、今回の事件の推理を披露する。実行犯はサイモンであり、首謀したのはジャッキーであった。最初から2人は財産目当てでリネットに近づき、今も2人は愛し合っていた。事件当夜のラウンジの騒ぎは狂言であり、ジャッキーは空砲を撃ち、サイモンの負傷はインクによる偽装であった。サイモンは健康な足でリネットの部屋に赴いて彼女を殺した後に、実際に自らの足を撃っていたのであった。その後のルイーズとブーク殺しも、それぞれ彼らの仕業であった。最後にポアロはサイモンの手当に使われたハンカチが赤褐色にならず、ピンクに色褪せたことで、偽装された負傷であったことを証明する。観念したジャッキーはサイモンを抱きしめると隠し持っていた銃で彼の背中から自分らを撃ち、心中する。
エピローグ。ロンドンのクラブにて、髭を剃ったポアロがサロメの歌に聞き惚れているシーンで物語は終わる。

## 登場人物
※括弧内は日本語吹替。
エルキュール・ポアロ
演 - ケネス・ブラナー（広瀬彰勇）
主人公。イギリスで活躍するベルギー人私立探偵。
リネット・リッジウェイ・ドイル
演 - ガル・ガドット（甲斐田裕子）
莫大な遺産を相続した大富豪の女性。先頃、結婚し、新婚旅行と披露宴を兼ねて友人たちを連れてエジプトを訪れている。
サイモン・ドイル
演 - アーミー・ハマー（津田健次郎）
リネットの夫。精悍な男性。ジャクリーンの婚約者であったが彼女を捨てリネットと結婚する。
ジャクリーン・ド・ベルフォール
演 - エマ・マッキー（森千晃）
リネットの元親友。婚約者であったサイモンを略奪婚され、リネットを強く恨む。愛称はジャッキー。
ブーク
演 - トム・ベイトマン（中村悠一）
ポアロの友人。鉄道会社を退職し、現在は無職。ロザリーと互いに惹かれ合っている。
前作『オリエント急行殺人事件』からの続投であり、原作には登場しない。
ユーフェミア
演 - アネット・ベニング（榊原良子）
ブークの母親。画家。やや過保護な気難しい性格で、息子とロザリーの恋に反対している。
サロメ・オッタボーン
演 - ソフィー・オコネドー（桜井ひとみ）
ロンドンで活動する有名なブルース歌手。ブークとロザリーの恋を応援している。
ロザリー・オッタボーン
演 - レティーシャ・ライト（早見沙織）
サロメの姪でマネージャー。リネットとは同級生で友人。
ウィンドルシャム
演 - ラッセル・ブランド（川島得愛）
医師。リネットの元婚約者で彼女に捨てられた。
アンドリュー・カチャドリアン
演 - アリ・ファザル（内田岳志）
リネットの従兄弟で彼女の管財人。
マリー・ヴァン・スカイラー
演 - ジェニファー・ソーンダース（小宮和枝）
リネットの後見人。富や贅沢を軽蔑し、過剰な金は寄付すべきと考えている。
ミセス・バワーズ
演 - ドーン・フレンチ（一龍斎春水）
スカイラーの看護師で友人。スカイラーと対照的に金に目がない。
ルイーズ・ブールジェ
演 - ローズ・レスリー（潘めぐみ）
リネットのメイド。抜け目がない。

## 製作

### 企画・キャスティング
2015年、アガサ・クリスティ・リミテッドの会長を務めるクリスティの曾孫ジェームズ・プリチャードは、ブラナーや制作陣との積極的なコラボレーションを挙げ、続編への意気込みを語った。2017年5月、ブラナーは第1作が成功すれば、さらなる続編に関心があると述べた。2017年11月20日、20世紀フォックスが自社版『オリエント急行殺人事件』の続編として『ナイルに死す』を開発していることが発表され、脚本にはマイケル・グリーンが戻り、ケネス・ブラナーがポアロ役でカメラに戻り、監督としてカメラの後ろに立つことが決定した。
2018年9月、ガル・ガドットがキャストに加わった。同月、衣装デザインにパコ・デルガドが起用された。2018年10月には、アーミー・ハマーがキャストに加わり、トム・ベイトマンが本作のブーク役として再登場することが決定した。2019年1月、ジョディ・コマーがキャストに加わった。2019年4月、レティシア・ライトがキャストに加わった。アネット・ベニングは6月に参加交渉中であった。2019年8月、ラッセル・ブランドがキャストに加わった。アリ・ファザル、ドーン・フレンチ、ローズ・レスリー、エマ・マッキー、ソフィー・オコネドー、ジェニファー・ソーンダースが9月に追加され、そこにはジョディ・コマーが含まれていなかった。

### 撮影
2019年9月30日、イギリス・サリー州のロングクロス・スタジオにて、プリンシパル撮影が開始された。エジプトではなくモロッコで撮影される予定だったが、撮影はイギリスだけで行われた。
アブ・シンベル神殿のほか、船も再現された。ティファニーのイエローダイヤモンドは、この映画のために使われた。撮影は2019年12月18日まで行われた。

### ポストプロダクション
Úna Ní Dhonghaíleが本作の編集を担当した。ダブル・ネガティブ（DNEG）が視覚効果を担当し、アカデミー賞受賞の特殊効果アーティスト、ジョージ・マーフィーが視覚効果全体のスーパーバイザーとして参加した。追加VFXは、Lola VFXとRaynault VFXが担当した。

### 音楽
2019年1月、本作の作曲家として、ブラナー作品（本作の前身を含む）で度々コラボレーションしているパトリック・ドイルが発表された。

## 公開
当初は日米共に2022年2月11日に公開する予定だったが、日本では2021年11月15日に同じ20世紀スタジオ製作の『ウエスト・サイド・ストーリー』の公開日を2022年2月11日に延期することを発表したため、本映画の公開日を同年2月25日に変更した。この煽りを受ける形でサーチライト・ピクチャーズ製作で同年2月25日に公開を予定していた『ナイトメア・アリー』の公開日も同年3月25日に変更することを併せて発表した。
2022年4月8日、ウォルト・ディズニー・ジャパンは本作品を同年4月13日からディズニー傘下の定額制動画配信サービスであるDisney+のスターにて見放題作品として追加することを発表した。

## 作品の評価

### 映画批評家によるレビュー
批評家サイト「ロッテン・トマト」では、271人の批評家のうち62％が肯定的で、平均評価は5.9/10である。同サイトの共通見解では、"古風で欠点もあるが、堅実なエンターテイメントである『ナイルに死す』は、オールスターキャストと主演のケネス・ブラナーの、原作に対する明らかな愛情によって盛り上がっている"とされている。加重平均を採用しているMetacriticでは、50人の批評家による100点満点中52点が付けられ、「評価はまちまちまたは平均」であることが示された。シネマスコアーの観客は、A+～Fスケールで前作と同じ平均「B」をつけ、ポストトラックの観客は77％の好評価を与え、57％が「ぜひ勧めたい」と回答している。
ハリウッド・レポーター誌のデヴィッド・ルーニーは、「1978年のジョン・ギラーミン監督版の豪華なスクリーンを愛情を持って振り返る私たちにとって、ブレナーはストーリーテリングとデザインの点では成功しているが、この作品の楽しみを奪ってしまったというしつこい感じがする」と書いている。バラエティ誌のオーウェン・グレイバーマンは、この映画を「適度に興味をそそるデザートで、すぐに飽きさせられる。遺物に生命血清を注入したような感覚を超えることはできないが、ある意味、それがこの映画のマイナーな魅力の一部である」と評した。タイムズ紙のエドワード・ポーターは、この映画に5つ星のうち3つを与え、「派手なスタイルと、クリスティのプロットに手を加えた脚本のメロドラマが相まって、エジプトのはずの背景画のいくつかがインチキに見えても、依然として興味をそそる」と述べている。シドニー・モーニング・ヘラルド紙のサンドラ・ホール記者は、この映画に4つ星／5つ星をつけ、こう書いている。「ブラナーはポアロの長年放置されてきた繊細な部分を掘り起こすという賭けに出た。一部の人には冒涜とみなされるかもしれないが、私はうまくいっていると思う。ポアロには切なる思いがあるのだ」 オブザーバー誌のWendy Ideは、この映画に5つ星のうち2つを与え、こう書いている。「カメラは目まぐるしく回転し、きらめきとスペクタクルに目がくらむが、これが空っぽの安っぽい映画であるという事実は隠せない」 ローリング・ストーン誌のデヴィッド・フィアーは、この映画について「アーミーの要素は別として、喜びも欠点もある。しかし、それはまるで象が食卓全体を踏み鳴らしている間に、前菜のコースの調理が少し足りなかったかどうかを評価しようとしているようだ」と書いている。ウォールストリートジャーナル紙のジョー・モーゲンスターン記者は、この映画について「今日の有名ブランドの歯磨き粉に味があるのと同じように、派手で時代がかった味がある」と書いた。

### ノミネート
| 映画賞               | 授賞式         | 部門                            | 対象 | 結果       | 出典   |
| -------------------- | -------------- | ------------------------------- | --- | ---------- | ------ |
| 50周年記念サターン賞 | 2022年10月25日 | アクション/アドベンチャー映画賞 | 『ナイル殺人事件』 | ノミネート | [ 46 ] |
| 第21回視覚効果協会賞 | 2023年2月15日  | 実写映画部門補助視覚効果賞      | - ジョージ・マーフィー - クラウディア・デメル - マチュー・レイノルト - ジョナサン・ボーウェン - デイヴィッド・ワトキンズ | ノミネート | [ 47 ] |

## 続編
2017年12月のAP通信とのインタビューで、ブラナーは『ナイルに死す』の映画化を、その後さらに多くの作品を制作する可能性をもって企画し、クリスティ映画の新しい「シネマティック・ユニバース」を作る可能性があることを語っている。
「可能性はあると思うのです。66冊の本と短編と戯曲で、彼女は--彼女はしばしば自分の本の中で人々を集めているので、生来的に--それを楽しんでいたのです」と彼は言う。「ディケンズがそうであったように、彼女が作り上げた完全な世界、その世界に住むある種のキャラクターが存在し、それが本当の可能性を持っていると思うのです。」
2022年2月、ブラナーは続編のための話し合いが進行中であることを明言した。映画監督兼スターである彼は、この映画シリーズが、ジェーン・マープルなどアガサ・クリスティが生み出した他の様々なキャラクターを含む様々な映画のフランチャイズになることを願っていると述べている。同年3月には、20世紀スタジオのスティーブ・アスベル社長が、3作目の開発が進んでいることを認めた。ブラナーは再び監督と主演を務め、脚本は再びマイケル・グリーンが担当することになった。3作目の舞台は「戦後のベニス」で、「あまり知られていない小説の一つ」を映画化する予定だという。